# Воррен Ітон
Воррен Семюел Ітон (англ. Warren Samuel Eaton; 12 червня 1891, Рапід-Сіті, Південна Дакота, США — 22 червня 1966, Лос-Анджелес, США) — американський піонер авіації.

## Життєпис
Воррен Семюел Ітон народився в Південній Дакоті 12 червня 1891 року і переїхав до Лос-Анджелеса, штат Каліфорнія, ще будучи дитиною. Під час навчання у школі, він потрапив під опіку професора Лейверна Твінінга (Laverne Twining), з Los Angeles Manual Arts High School. У школі він розширив свої знання з математики, фізики та аеродинаміки.

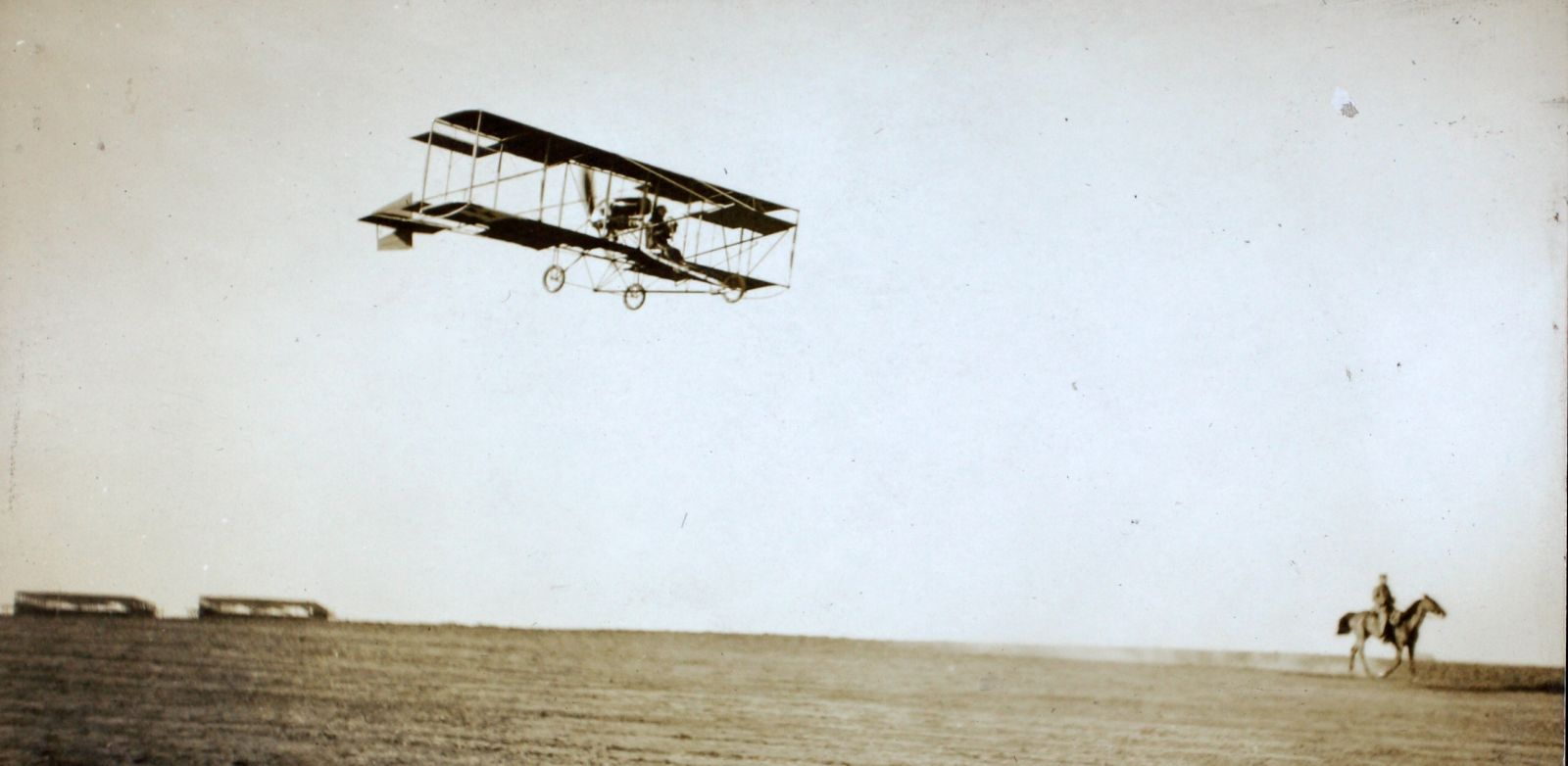

Почувши про успіх братів Райт, Воррен Ітон вирішив побудувати власний літак. Він заснував авіабудівну компанію «Eaton Brothers Aircraft Company», зі своїм братом Френком. Компанія побудувала кілька літальних апаратів, і Воррен здійснив свій перший політ у червні 1909 року. За цей час він навчив керувати літаком 26 учнів, а також переконав свою матір скласти йому компанію, здійснивши перший політ матері та сина.
Пізніше Воррен Ітон приєднався до фахівця з аеробатики Лінкольна Бічі (Lincoln Beachey) в його авіатурне по території Сполучених Штатів. Він проектував і будував літаки для Бічі. Під час турне вони також об’єднались із відомим гонщиком того часу Барні Олдфілдом (Barney Oldfield), задля змагань на гоночній трасі. Воррен Ітон залишався з Бічі до загибелі останнього у затоці Сан-Франциско. 
Після цих подій він працевлаштувався у компанію Гленна Кертісса, допомагаючи в розробці та виробництві літаків — амфібій Curtiss. Коли уряд США запровадив ліцензування для пілотів, Ітон отримав ліцензію № 85.

### Перша світова війна
На початку Першої світової війни Воррен Ітон вступив до лав Авіаційної служби Армії США та почав працювати на військовому об'єкті на місці сучасної авібази Райт-Паттерсон. Там він, як інженер, займався розробкою та будівництвом бомбардувальника DeHaviland DH-4, єдиного американського літака, що брав участь у Першій світовій війні.
Після війни він почав працювати у компанії Universal Pictures, займаючись розробкою мініатюр для використання у кіно. Він побудував макет Сан-Франциско, який був використаний для зображення руйнування міста під час землетрусу 1906 року. Також він також створив копію собору Паризької Богоматері, використану у фільмі «Горбань із Нотр-Дама» (1939).

### Створення радіокомпасу
Пізніше Ітон зацікавився радіо і побудував власний пристрій. Він помітив, що при повороті антени звук посилювався при наведенні в напрямку станції. У той час уряд створював першу авіапошту, і пілоти губились, коли не мали орієнтирів у вигляді автошляхів чи залізничних колій, особливо у штормову погоду. Тому Воррен Ітон, у середині 1920-х років, спроектував перший радіопеленгатор або, як його стали називати, радіокомпас. У 1928 році відбулася публічна демонстрація пристрою у Лос-Анджелесі, після чого відбулися офіційні демонстрації у Вашингтоні, перед представниками військових та цивільних відомств. Згодом перший екземпляр радіокомпаса, побудований за армійськими вимогами, після проходження випробувань Воррен Ітон надав армії. З грудня 1928 по травень 1931 року він отримав 12 патентів на автоматичні радіонавігаційні засоби.

### Друга світова війна
Напередодні початку Другої світової війни уряд, згадуючи досвід Ітона у Першій світовій війні, запропонував йому взяти участь у комісії армійського повітряного корпусу для надання допомоги країні. Він зайняв місце у комісії, у званні майора, та був призначений у авіаційний комітет Боїнг, Дуглас, Vega. Комітет забезпечував стандартизацію та взаємозамінність при будівництві літака B-17 «Летюча фортеця», що випускався на заводах західного узбережжя.
У міру того, як війна прогресувала, Ітон мав багато різноманітних завдань, але головним чином у сфері технічного обслуговування та постачання. Він закінчив службу у званні підполковника 2-гої повітряної армії у Колорадо-Спрінгз.

### Повоєнні роки
Після війни Воррен Ітон займався удосконаленням медичного обладнання для електрокардіографії.
Деякий час займав посаду президента «Early Birds of Aviation», товариства присвяченого історії «піонерів авіації».